# Dyavalapura, Channarayapatna
Dyavalapura là một làng thuộc tehsil Channarayapatna, huyện Hassan, bang Karnataka, Ấn Độ.